# Kościół Trójcy Przenajświętszej w Chorzelach
Kościół Trójcy Przenajświętszej w Chorzelach – rzymskokatolicki kościół parafialny należący do dekanatu Chorzele diecezji łomżyńskiej.

## Historia
Świątynia murowana została wzniesiona w latach 1872-1878 według projektu warszawskiego architekta Adolfa Schimmelpfenniga, dzięki staraniom księdza Pawła Laguny. Kościół został konsekrowany w 1886 roku przez płockiego biskupa pomocniczego Henryka Piotra Kossowskiego. W 1889 roku została dostawiona wieża. 
W 1930 roku budowla została zniszczona przez pożar, wyremontował ją w 1933 roku ksiądz proboszcz Andrzej Krysiak. W 1954 roku został zbudowany główny ołtarz według projektu Kononowicza. W latach 1979–1980 dzięki staraniom księdza proboszcza Witolda Białego w nawie głównej powstała polichromia zwana sgraffito – fresk, którą wykonali artyści malarze: Teresa Wierusz i Stanisława Chorzewskiego. W latach 1995–2000 dzięki staraniom księdza proboszcza Kazimierza Skowrońskiego została odnowiona elewacja zewnętrzna świątyni, a także została odrestaurowana malatura wnętrza budowli.